# Portulaca erythraeae
Portulaca erythraeae är en portlakväxtart som beskrevs av Georg August Schweinfurth. Portulaca erythraeae ingår i släktet portlaker, och familjen portlakväxter. Inga underarter finns listade i Catalogue of Life.